# بيتر بورنس
بيتر بورنس (بالإنجليزية: Peter Burns)‏ هو مهندس معماري أسترالي، ولد في 1924.